# Morgen (Tageszeit)

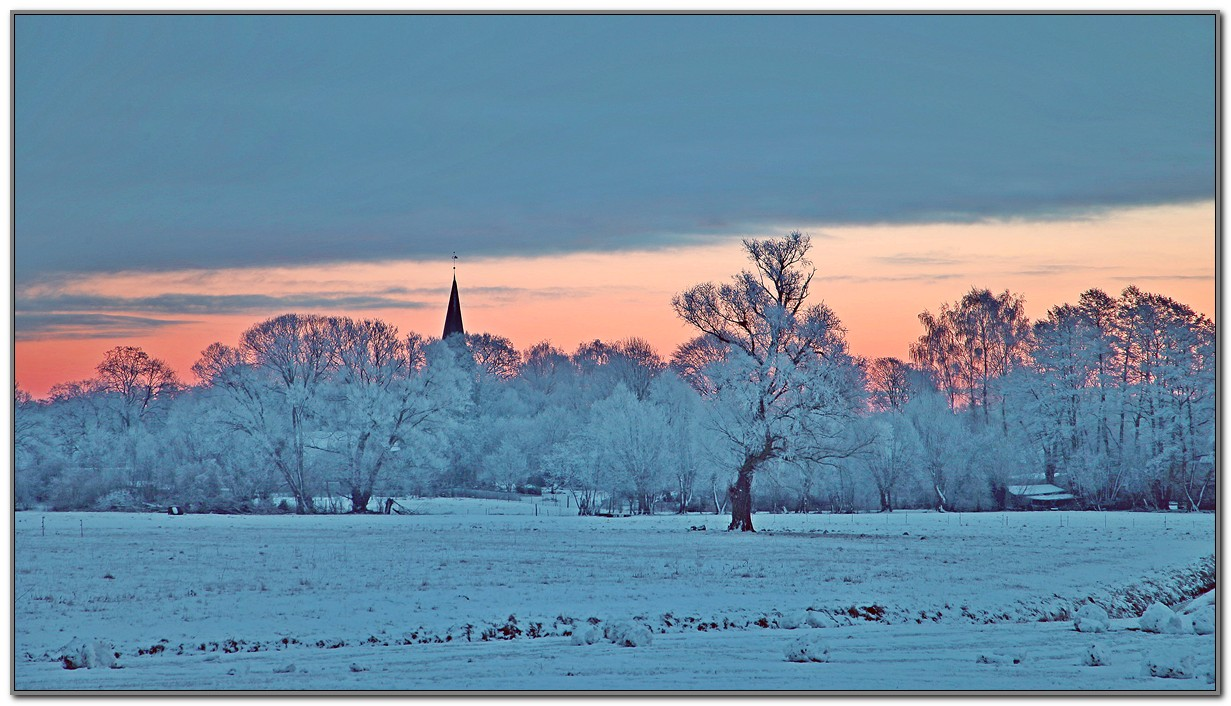
Wintermorgen in Vipperow

Der Morgen (mhd. morgen, ahd. morgan, südd. die frühe; eigentl. = Schimmer, Dämmerung) ist der Tagesabschnitt zwischen Mitternacht und Mittag, im engeren Sinne die Zeit von Sonnenaufgang bis zum Vormittag. Der Duden bezeichnet ihn als „Tageszeit um das Hellwerden nach der Nacht; früher Vormittag“. Veraltet wird auch die Richtung des Sonnenaufgangs, der Osten, als Morgen bezeichnet (vgl. Orient).

## Etymologie
Das Wort Morgen für die ‘Tageszeit um den Sonnenaufgang, Tagesbeginn’ wurde im Althochdeutschen als morgan im 8. Jahrhundert nachgewiesen, woraus mittelhochdeutsch und mittelneudeutsch morgen entstand. Im Englischen entstand in der Dichtersprache morn, sonst morning in Anlehnung an evening ‘Abend’. Ähnlichkeiten gibt es in weiteren germanischen Sprachen, die sich aus den Formen aus germ. *murgina-, *margina-, mit unterschiedlich ablautenden n-Suffixen ableiten lassen und ursprünglich im Sinne von ‘Dämmerung’ möglicherweise aus der Wurzel ie. *mer ‘flimmern, funkeln’ herleiten lassen. Seit dem 15. Jahrhundert und häufiger seit dem 16. Jahrhundert durch Luther steht Morgen auch für ‘Osten’, also für die Himmelsrichtung des Sonnenaufgangs. Sowohl in Deutschland und den Niederlanden entwickelt sich das Substantiv bereits früh (ahd. 10. Jh.) auch zum Ackermaß Morgen, ausgehend von der Vorstellung ‘soviel Land, wie ein Gespann Ochsen an einem Morgen pflügen kann’; Das Adverb morgen für ‘am folgenden Tag’ entwickelte sich aus dem ahd. morgane, überliefert nur in ahd. ubarmorgane (9. Jh.), mhd. morgen(e), eigentlich ‘am Morgen’, dann ‘am folgenden Morgen’ nach der vorausgehenden Nacht. Schließlich wurde daraus ‘am ganzen folgenden Tag’.

## Zeitraum
Historische Lexika definieren den Zeitraum des Morgens uneinheitlich. So heißt es etwa in Pierer’s Universal-Lexikon von 1860 etwa: 

„1) die nächste Zeit vor od. nach Aufgang der Sonne, von der Morgendämmerung an bis nach Sonnenaufgang, mit unbestimmter Grenze, gewöhnlich jedoch bis 3 Stunden vor Mittag; 2) die Zeit nach 12 Uhr des Nachts bis Mittags 12 Uhr [...]“

## Meteorologie und Biologie
Aus meteorologischer Sicht ist der frühe Morgen infolge der Ausstrahlung in der Nacht meist die kälteste Zeit des Tages. Es zeigen sich daher auch typische Phänomene wie Morgennebel, Tau, Reif oder Frost. Aus Sicht der Phänologie und Verhaltensbiologie ist auch der morgendliche Vogelgesang bedeutend. (vgl. Vogeluhr)